# Faux de guerre
Pour les articles homonymes, voir Faux.

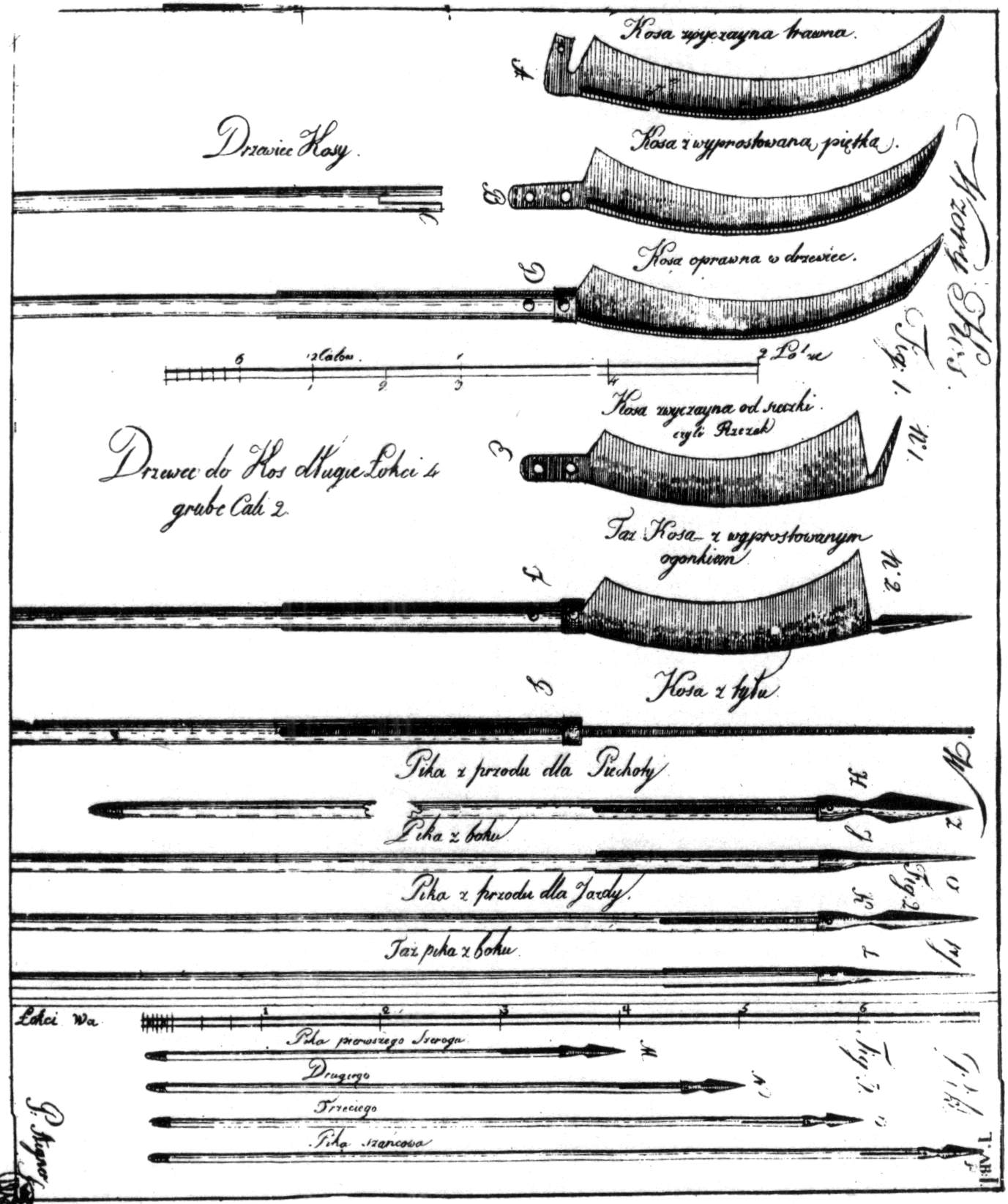
Illustration de Chrystian Piotr Aigner, tirée de l'ouvrage Un bref traité sur les Faux et Piques de 1794

La faux de guerre est une arme d'hast, dérivée de la faux agricole. Au Moyen Âge, on l'appelait fauchard (à ne pas confondre avec le fauchon, en anglais falchion).

## Faux de guerre
La faux de guerre trouve son origine dans l'outillage civil, celui de la faux agricole. Afin de transformer une faux en arme, il suffit d'emmancher la lame et de la redresser dans l'axe de la hampe. N'étant tranchante que sur un côté, elle permet les coups de taille face à des adversaires peu protégés. Puisque dérivant de la faux civile, elle présente un tranchant concave.
« L’expression faux manchée à rebours revient constamment dans toutes les jacqueries. Lorsque les paysans ne sont pas contents, ils parlent de mancher les faux à rebours. J’ai entendu encore cette expression dans mon enfance, et très sérieusement proférée. »
La lame de la faux étant faite pour un usage civil, sa fragilité la rend obsolète face à une armure. À cause de son origine, la faux était utilisée par des paysans armés. Ce fut encore le cas lors du soulèvement de la Catalogne au  XVIIe siècle, commémoré par l'hymne catalan Els Segadors (Les Faucheurs), puis lors de la Guerre de Vendée et de la Chouannerie en France, enfin pendant l'insurrection polonaise de 1861-1864.

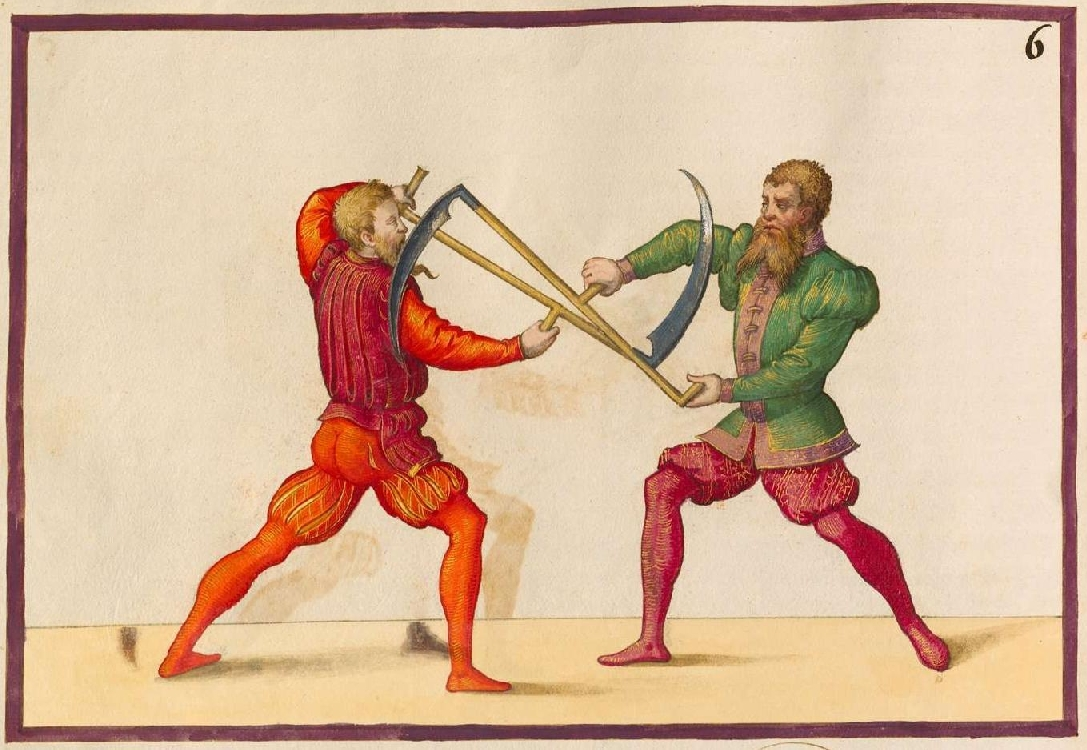
Exemples de technique de combat à la faux agricole dans le De arte athletica de Paulus Hector Mair.
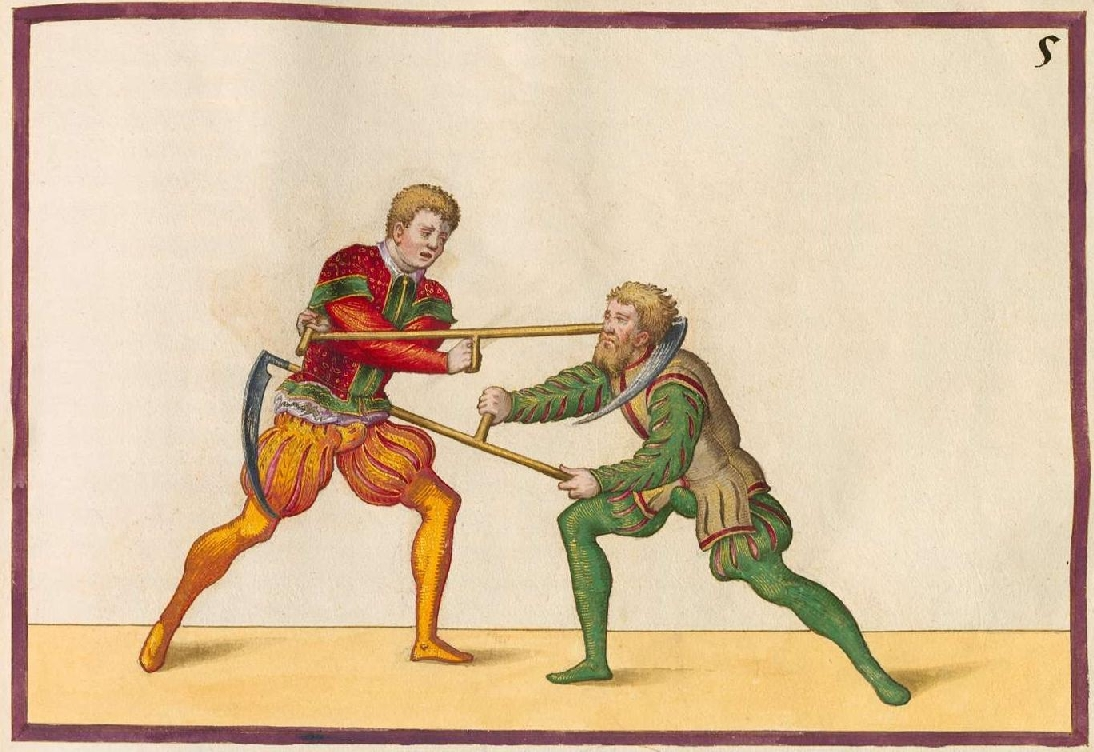
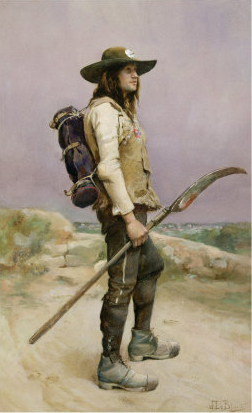
Le Vendéen, peinture de Julien Le Blant.
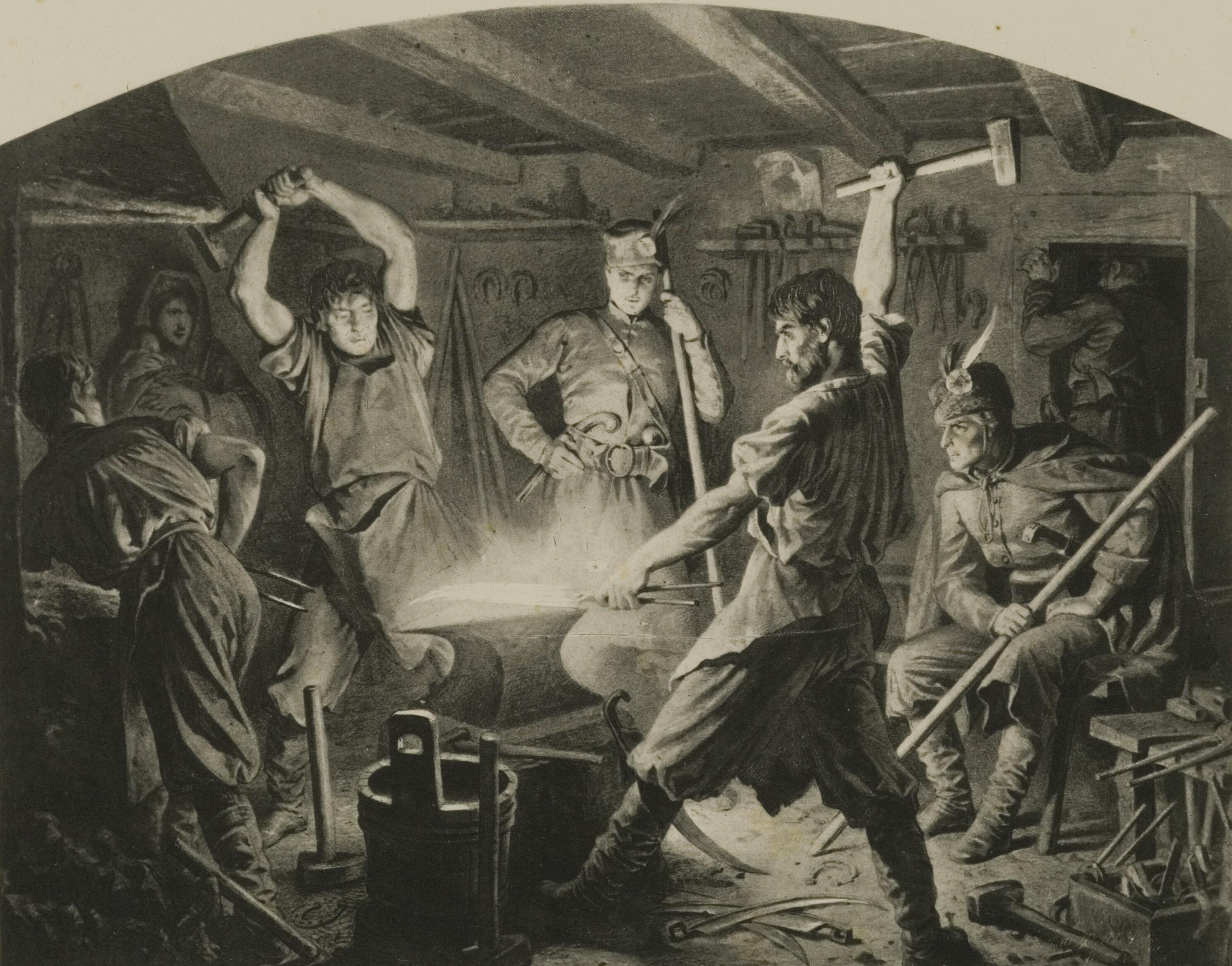
Forgeron travaillant sur des faux de guerre pendant l'insurrection polonaise, peinture d'Artur Grottger.
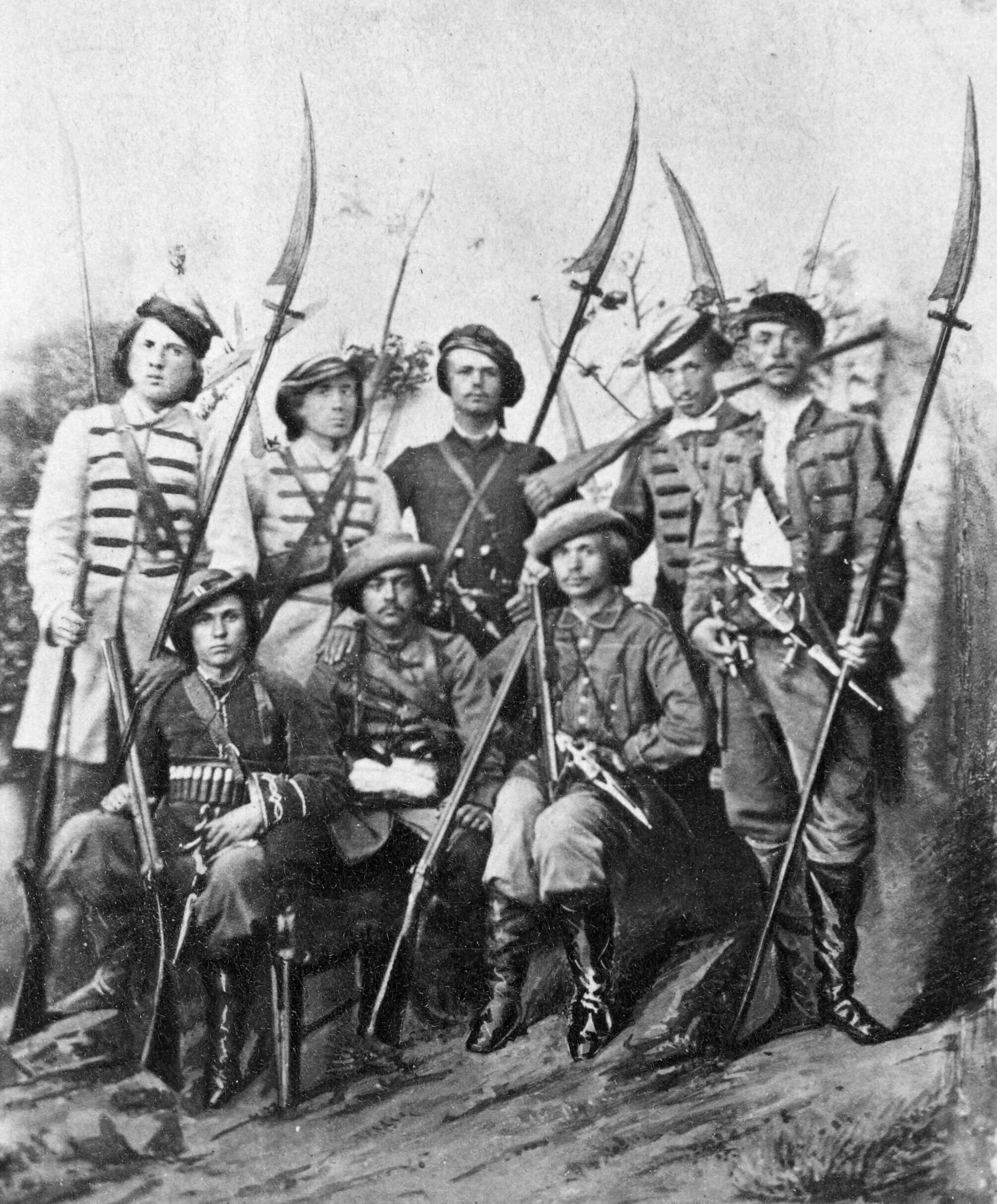
Faucheurs polonais lors de l'insurrection de janvier, Empire russe, 1863.

## Fauchard
Le fauchard (ou fauchart selon Eugène Viollet-le-Duc), évolution plus militaire de la faux de guerre, passe d'un tranchant concave à un tranchant convexe, la pointe de l'arme repartant en arrière du tranchant. C'est également une arme d'estoc, plus puissante que la faux de guerre[réf. nécessaire].

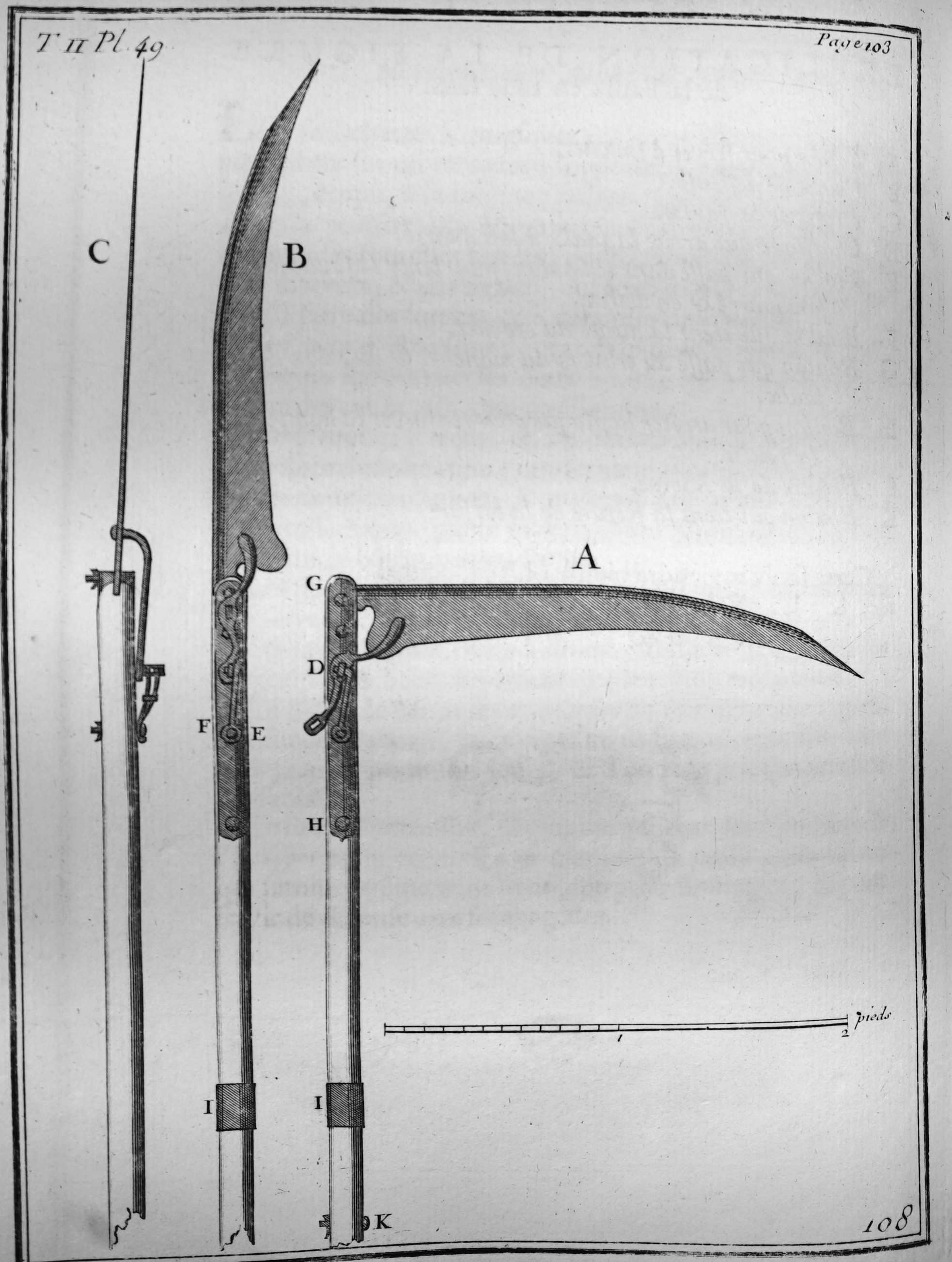
Faux militaire avec un système de bascule de la lame, XVIII^{e} siècle par Pierre Surirey de Saint-Remy.

À l'origine, cette arme offensive était une faux emmanchée droite à l'extrémité d'une hampe et dont les paysans appelés à combattre pour leurs seigneurs se servaient en guerre. Cette arme est utilisée par des paysans armés et des soldats aux moyens réduits. Elle est en usage principalement entre le XIIIe et XVe siècles.
Le fauchard était encore pendant les XIVe et XVe siècles une arme destinée aux soldats montant à l'assaut et aux abordages. Vers 1400, une pointe ou petit crochet apparaît sur la lame. Elle servait à donner des coups d'estoc et à accrocher les armes des cavaliers afin de les désarçonner.
Le fauchard est mentionné dans le poème du Combat des Trente :

« Huceton de Clamanban combattait d'un fauchart /
Qui taillait d'un côté, crochu fut d'autre part »